# Monografie

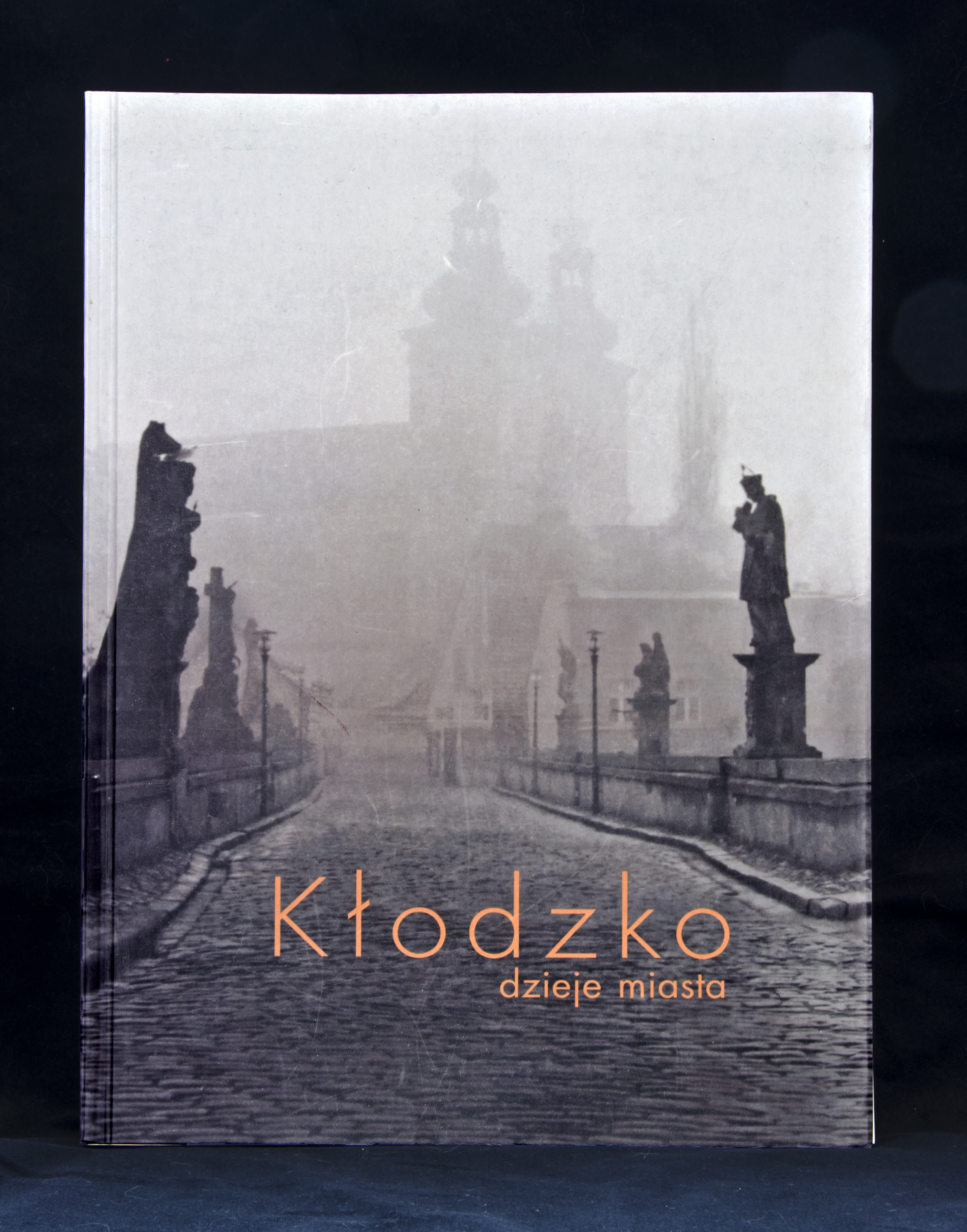
Monografie Kladsko, kterou vydalo Muzeum Ziemi Kłodzkiej

Monografie (z řečtiny monos – jeden, grapho – píšu) je publikace (nebo její část) komplexně zpracovávající jedno, obvykle úzce vymezené či specializované téma (např. pojednává o jedné osobnosti, jednom problému, jedné vědecké otázce). Zpravidla se jedná o vědecké nebo jiné odborné dílo, které je komplexně zpracováno jedním autorem na vyšší odborné úrovni.

## Použití
Označení monografie pochází buď přímo od autora nebo od čtenáře či kritika, který termín použije kvůli další analýze textu. Knihovníci označují za monografii nesériové dílo vydané jako jeden nebo konečný počet svazků. Tak se odlišuje od časopisu, žurnálu nebo novin.